# Chiesa di San Nicola (Cosenza)
La chiesa di San Nicola è situata tra il centro storico e la parte nuova di Cosenza, in piazza Francescantonio Nolè, a 234 metri s.l.m. Tra le varie chiese moderne della città, essa è interessante per le opere d'arte che contiene, seppur in numero limitato, ma piuttosto originali.

## Storia
Nel settembre del 1603 l'arcivescovo Giovanni Battista Costanzo fondò la parrocchia di San Nicola  per il rione dei Rivocati. La relativa chiesetta di San Nicola sorse, in mezzo ad orti e a campi, tra i conventi di San Domenico, del Carmine e della  Riforma.

La parrocchia di San Nicola fu una delle prime istituite in città, tant'è che fino al 1939, si estendeva fino al torrente Emoli di Rende e alla riva del Crati.

Nel 1783 subì il crollo della volta a causa di un terremoto, nel 1943 subì vari danni dalle bombe della seconda guerra mondiale, dopo una serie di rifacimenti, la secentesca chiesa venne demolita nel 1961, in seguito al riordino urbanistico dell'area (per allargare via Sertorio Quattromani).
A pochi metri dall'area della vecchia chiesa demolita, sulla piazza alle spalle del Municipio, fu costruita la nuova chiesa di San Nicola da Bari, la cui prima pietra fu posta il 28 ottobre 1956 alla presenza dell'arcivescovo Calcara e del sindaco Schettini.
Fu progettata in stile moderno dall'architetto romano Vittorio Ballio Morpurgo.

## Opere d'arte
- Pannello bronzeo che raffigura 20 scene salienti della vita di Cristo, dall'Annunciazione alla Crocefissione, con 65 personaggi - Tommaso Gismondi.
- Mosaico raffigurante l'Angelo Custode - Emilio Greco (1992).
- Busto di San Nicola in legno dorato - scuola napoletana del ‘600.
- Due altorilievi in cemento amianto - prof. Pietro Guida di Lecce:
  - Madonna di Lourdes con Bernadette.
  - Sacro Cuore che si annunzia a Santa Margherita.
- Raccolta di dipinti della vecchia congrega cosentina di San Nicola.
- Otto tele ad olio con scene della vita di San Nicola - Domenico Oranges (1756-58).
- Mosaico raffigurante San Francesco d'Assisi in estasi e preghiera - Eliano Fantuzzi. (Inaugurato nel 1979).
- Mosaico raffigurante Madonna col Bambino fiancheggiati da San Giuseppe e San Nicola in veste pontificale e da una serie di angeli recanti i simboli di San Nicola - Franco d'Urso, su disegno di Gisberto Ceracchini.
- Mosaici su pannelli, realizzati dall'artista siciliano Franco d'Urso, su bozzetto di Eliano Fantuzzi:
  - Cristo risorto che consegna a Pietro le chiavi. (Inaugurato nel 1972).
  - la Deposizione di Gesù dalla croce. (Scoperto nel 1971).

## Galleria d'immagini

La chiesa vecchia di San Nicola in piazza Campanella